# Hit Me Hard and Soft
Hit Me Hard and Soft è il terzo album in studio della cantante statunitense Billie Eilish, pubblicato il 17 maggio 2024 dalla Darkroom e Interscope.
Prima pubblicazione in tre anni dopo Happier than Ever (2021), Hit Me Hard and Soft è stato co-scritto e prodotto da Eilish insieme al fratello Finneas O'Connell.
L'album è stato acclamato dalla critica specializzata, che ne ha complimentato la scrittura e la produzione.

## Antefatti e descrizione
Le prime indiscrezioni circa il terzo album di inediti di Billie Eilish risalgono al luglio 2022, quando durante un'intervista concessa a Zane Lowe per Apple Music nell'ambito della promozione dell'EP Guitar Songs la cantante aveva affermato di sperare di riuscire a iniziare a scriverlo ad inizio del 2023. Il processo di lavorazione è iniziato già nel dicembre 2022, insieme al fratello Finneas. Durante un'ospitata al The Tonight Show Starring Jimmy Fallon nel dicembre 2023, la cantante ha confermato di aver «quasi finito» il disco, mentre la conferma relativa al completamento del mastering è arrivata nel febbraio 2024.
La copertina dell'album, scattata dal fotografo subacqueo William Drumm, raffigura Eilish precipitare attraverso il telaio di una porta in un'acqua di colore blu scuro. Eilish ha descritto il servizio fotografico, che ha richiesto sei ore di lavorazione e l'ha vista immergersi ripetutamente per due minuti alla volta con un peso attaccato alle spalle e senza occhiali o tappi per il naso, come una delle esperienze più dolorose della sua vita.

## Promozione
Nei primi giorni di aprile 2024 l'affissione di cartelloni pubblicitari in città dell'Australia, del Regno Unito e degli Stati Uniti è stata notata da diverse testate giornalistiche musicali; sebbene tali cartelloni non fossero stati associati ad un artista specifico, il carattere tipografico impiegato negli stessi è stato ricondotto a quello utilizzato per pubblicizzare il marchio di proprietà dell'artista, Blohsh. I cartelloni riportavano frasi che si sono rivelate poi essere testi di brani contenuti nell'album, come "She's the headlights, I'm the deer" o "Did I cross the line?". Più tardi, Eilish ha temporaneamente sostituito la sua foto profilo Instagram con un cerchio dello stesso blu utilizzato nei cartelloni e postato un ulteriore frammento lirico proveniente dal disco: "Do you know how to bend?". Nell'ambito della strategia promozionale per il disco, la cantante ha aggiunto tutti i suoi follower di Instagram nella funzione "amici stretti" e ha postato diverse storie che sono servite ad anticipare ulteriormente l'annuncio ufficiale di Hit Me Hard and Soft, avvenuto il successivo 8 aprile.
Il 14 aprile la cantante ha diffuso un'anteprima delle tracce Lunch, Chihiro e L'amour de ma vie durante un DJ set tenuto nell'ambito dell'annuale Coachella Valley Music and Arts Festival. Inoltre, mentre un'anteprima di Chihiro è stata diffusa dalla cantante per promuovere il videogioco Fortnite, la traccia Birds of a Feather è stata utilizzata nel trailer della terza stagione della serie di Netflix Heartstopper. Il disco nella sua interezza è stato presentato dal vivo durante due eventi d'ascolto tenuti presso il Barclays Center di Brooklyn e il Kia Forum di Inglewood tra il 15 e il 16 maggio. In un'intervista concessa al periodico Rolling Stone il 24 aprile, Eilish ha giustificato la scelta di non pubblicare alcun singolo prima dell'album in modo che l'album venisse ascoltato per intero, paragonando il disco ad una «famiglia». Comunque, Lunch è stato inviato alle stazioni radiofoniche italiane come primo estratto ufficiale il 17 maggio, giorno di pubblicazione del suo videoclip.
Il 28 aprile vengono inoltre rivelate le date dell'Hit Me Hard and Soft: the Tour, la cui data di inizio è stata fissata al 29 settembre seguente in Canada, comprensivo di una data italiana presso l'Unipol Arena di Bologna l'8 giugno 2025. Il tour, originariamente composto da 83 spettacoli tra Nord America, Australia ed Europa, è stato esteso successivamente al Giappone e a ulteriori città degli Stati Uniti, promulgando la sua conclusione all'autunno 2025. Gli artisti di apertura lungo il tour sono stati: Nat & Alex Wolff, Towa Bird, The Marías, Ashnikko, Finneas, Tom Odell, Lola Young, Syd e Magdalena Bay.

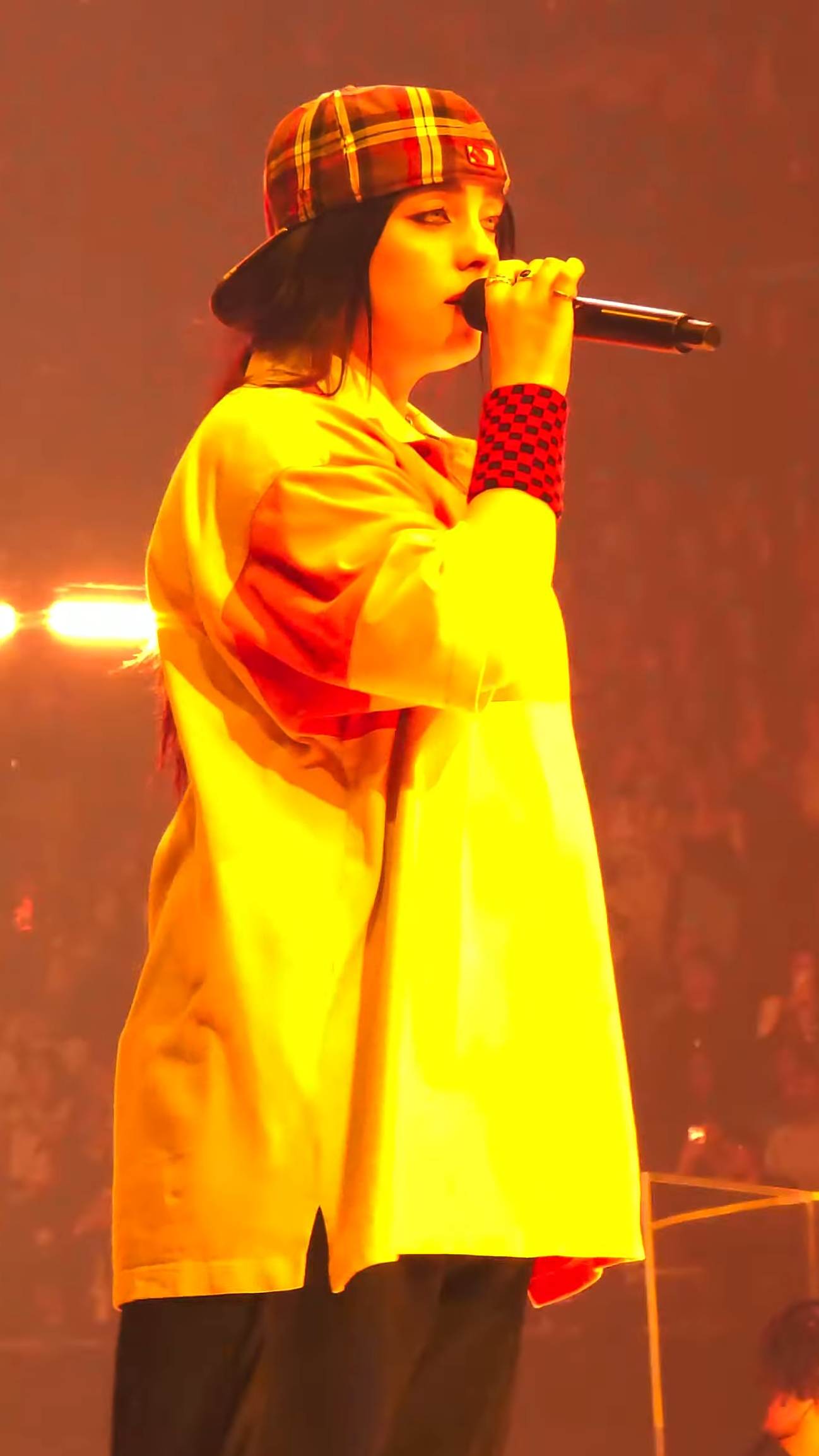
Billie Eilish in concerto nel dicembre 2024

Tra il 19 e il 22 maggio vengono rese disponibile per il download digitale tre nuove versioni dell'album (vocali isolato, slowed & reverb e sped up), tutte acquistabili esclusivamente attraverso il sito web ufficiale della cantante. Sempre in data 22 è stata anche pubblicata una versione estesa de L'amour de ma vie, mentre il video ufficiale di Chihiro è stato distribuito il 6 giugno. In seguito alla popolarità ottenuta sulle piattaforme streaming, Birds of a Feather è stato pubblicato il 2 luglio come singolo radiofonico negli Stati Uniti ed esattamente un mese dopo in Italia. Il videoclip di Birds of a Feather è stato diffuso il 27 settembre seguente. Il 19 ottobre è stata ospite del talk show statunitense Saturday Night Live, esibendosi sulle note di Birds of a Feather e Wildflower. Il 16 gennaio 2025 Chihiro viene inviato alle stazioni radiofoniche italiane, diventando in tal modo il terzo estratto ufficiale dall'album. Wildflower ha fatto seguito il 28 febbraio successivo come quarto estratto radiofonico.

## Accoglienza
| Recensione           | Giudizio |
| -------------------- | -------- |
| AnyDecentMusic?      | 8.2/10   |
| Metacritic           | 89/100   |
| Clash                | 9/10     |
| The Daily Telegraph  |          |
| The Guardian         |          |
| The Independent      |          |
| The Line of Best Fit | 9/10     |
| NME                  |          |
| Pitchfork            | 6.8/10   |
| Rolling Stone        |          |
| Slant Magazine       |          |

L'album è stato apprezzato dalla critica specializzata. Sull'aggregatore di recensioni Metacritic che assegna una valutazione in centesimi calcolando la media di recensioni professionali, l'album ha totalizzato un punteggio di 89 su 100 basato su ventidue giudizi, risultato che equivale all'«acclamazione universale». Nella sua recensione da cinque stelle, Helen Brown del The Independent ha elogiato l'album, descrivendolo come «un sussurro che attraversa un labirinto per dare grandi emozioni». Neil McCormick del The Daily Telegraph ha conferito al disco il medesimo punteggio, definendolo un «capolavoro spezza-cuore» e paragonandolo al noto album Blue di Joni Mitchell.
Scrivendo per The Guardian, Alexis Petridis ha espresso il suo apprezzamento per le «bellissime» melodie e i testi «distintivi», ma si è anche chiesto se la cantante avesse reso alcune parti più «opache» per il bene dell'album stesso. Thomas Smith, scrivendo per il NME, ha detto come, oltre ad aver creato un album per se stessa, ha anche dato vita a qualcosa che «risuonerà più forte» di qualsiasi altra cosa lei abbia mai fatto.

## Tracce
Testi e musiche di Billie Eilish e Finneas O'Connell.
1. Skinny – 3:39
2. Lunch – 2:59
3. Chihiro – 5:03
4. Birds of a Feather – 3:30
5. Wildflower – 4:21
6. The Greatest – 4:53
7. L'amour de ma vie – 5:33
8. The Diner – 3:06
9. Bittersuite – 4:58
10. Blue – 5:43

## Formazione
- Billie Eilish – voce, tastiera, editing vocale
- Finneas – basso, batteria, glockenspiel, chitarra, tastiera, percussioni, programmazione, sintetizzatore, voce, engineering e engineering vocale, produzione, arrangiamento archi (tracce 1, 6, 10)
- Dale Becker – mastering, surround mastering
- Aron Forbes – mixing
- Jon Castelli – mixing
- Brad Lauchert – mix engineer
- Katie Harvey – assistente al mastering
- Noah McCorkle – assistente al mastering
- Andrew Yee – violoncello (tracce 1, 6, 10)
- Andrew Marshall – batteria e percussioni (tracce 1,6,10)
- Nathan Schram – viola (tracce 1, 6, 10)
- Amy Schroeder – violino (tracce 1, 6, 10)
- Domenic Salerni – violino (tracce 1, 6, 10)

## Successo commerciale
Durante il primo giorno di disponibilità, Hit Me Hard and Soft è stato riprodotto 72,7 milioni di volte sulla piattaforma Spotify a livello globale, regalando alla cantante il suo miglior esordio in termini di streaming. Nella prima settimana ha raccolto oltre 500 milioni di riproduzioni, segnando anche in questo caso un primato personale per la cantante. In meno di due mesi ha superato la soglia dei 2 miliardi di stream, diventando il progetto della cantante a riuscirci più velocemente.

### Stati Uniti
Hit Me Hard and Soft ha debuttato al secondo posto della Billboard 200 statunitense con 339 000 unità vendute, di cui 191 000 pure. Pur essendo stato il primo album della cantante a non aver raggiunto la prima posizione in patria, si è trattato dell'esordio più alto in termini di vendite per Eilish. Tutte le dieci tracce contenute all'interno del disco si sono piazzate entro le prime quaranta posizioni della Billboard Hot 100.

### Resto del mondo
In Regno Unito Hit Me Hard and Soft ha esordito direttamente al primo posto UK Albums Chart con 67 000 unità, il suo miglior esordio di sempre nel mercato britannico nonché il secondo miglior esordio dell'anno per un artista presente in classifica. In Germania è diventato il secondo album consecutivo della cantante dopo Happier than Ever a raggiungere la vetta della classifica degli album tedesca. Lo stesso esito di mercato è avvenuto in Francia, dove la Syndicat national de l'édition phonographique ha riportato una vendita di 27 710 unità, e in Spagna, secondo i dati riportati da Productores de Música de España.
In Australia Hit Me Hard and Soft ha immediatamente raggiunto la vetta della ARIA Albums Chart, eguagliando i suoi due precedenti album nel piazzamento in classifica.
In Brasile tutti i brani del disco hanno fatto il proprio ingresso nella classifica nazionale dei singoli stilata da Billboard.

## Classifiche

### Classifiche settimanali
| Classifica (2024) | Posizione massima |
| ----------------- | ----------------- |
| Argentina         | 1                 |
| Australia         | 1                 |
| Austria           | 1                 |
| Belgio (Fiandre)  | 1                 |
| Belgio (Vallonia) | 1                 |
| Canada            | 1                 |
| Croazia           | 2                 |
| Danimarca         | 1                 |
| Finlandia         | 1                 |
| Francia           | 1                 |
| Germania          | 1                 |
| Giappone          | 16                |
| Grecia            | 2                 |
| Irlanda           | 1                 |
| Islanda           | 1                 |
| Italia            | 2                 |
| Lituania          | 1                 |
| Norvegia          | 1                 |
| Nuova Zelanda     | 1                 |
| Paesi Bassi       | 1                 |
| Polonia           | 1                 |
| Portogallo        | 1                 |
| Regno Unito       | 1                 |
| Repubblica Ceca   | 1                 |
| Slovacchia        | 1                 |
| Spagna            | 1                 |
| Stati Uniti       | 2                 |
| Svezia            | 1                 |
| Svizzera          | 1                 |
| Ungheria          | 1                 |

### Classifiche di fine anno
| Classifica (2024) | Posizione |
| ----------------- | --------- |
| Canada            | 13        |
| Croazia           | 10        |
| Italia            | 23        |
| Polonia           | 2         |
| Portogallo        | 2         |
| Repubblica Ceca   | 5         |
| Slovacchia        | 1         |
| Stati Uniti       | 11        |
| Ungheria          | 7         |

## Date di pubblicazione
| Paese       | Data di pubblicazione | Formato                                  | Edizione                 | Nota            |
| ----------- | --------------------- | ---------------------------------------- | ------------------------ | --------------- |
| Mondo       | 17 maggio 2024        | CD, LP, MC, download digitale, streaming | Standard                 | [ 98 ]          |
| Stati Uniti | 19 maggio 2024        | Download digitale                        | Vocali isolati           | [ 99 ]          |
| Stati Uniti | 22 maggio 2024        | Download digitale                        | Slowed & reverb, sped up | [ 100 ] [ 101 ] |